# داگلاس مارکز
داگلاس مارکز (به پرتغالی: Douglas Marques dos Santos) مدافع اهل برزیل است که در شهر سائوپائولو و در تاریخ ۱۸ مهٔ ۱۹۸۵ به دنیا آمده‌است.
داگلاس مارکز در تیم‌های فوتبال Atlético Paranaense سابقهٔ حضور دارد.